# Михайло Дорошенко (мемуарист)
Дорошенко Михайло (21 травня 1899—15 квітня 1986) — український мемуарист.

## З біографії
Народився 21 травня 1899 р. в Україні. Брав участь у національно-визвольній боротьбі 1918—1921 рр., повстанні в Холодному Яру. У роки війни емігрував до Німеччини. У 50-х рр. прибув до США. Написав спогади про холодноярську трагедію. Помер 15 квітня 1986 р. у Баунд-Бруку. Похований на цвинтарі святого Андрія в Саут-Баунд-Бруку.

## Творчість
Автор спогадів «Стежками Холодноярськими» (1974), «Українська трагедія» (1980).